# Premio Miguel Cabanela
El 1 de abril de 2009, la Federación española de Empresas de Tecnología Sanitaria entregó el I Premio Fenin a la Innovación Tecnológica Sanitaria al Dr. Miguel Cabanela, de la Clínica Mayo, por sus aportaciones a la Cirugía Ortopédica en el campo Cirugía de la Cadera y de la Rodilla.
El Premio lo recogió de manos de la ministra de Ciencia e Innovación, Dña. Cristina Garmendia, el presidente de la Sociedad Española de Cirugía Ortopédica y Traumatología, el Prof. Enric Cáceres, quien resaltó la importancia del Premio para la Sociedad Española de Cirugía Ortopédica y Traumatología.
El Dr. Miguel Cabanela cedió la aportación a la Fundación SECOT para convocar un Premio destinado a realizar una estancia en la Clínica Mayo, Rochester, MN, EE. UU. La convocatoria se realizó sobre la base de concurso de méritos a nivel nacional, recibiendo el Premio el Dr. Jenaro A. Fernández-Valencia Laborde. Posteriormente y a través de la SECOT, el Profesor Cabanela convocó anualmente el Premio Miguel Cabanela hasta la actualidad.
Listado de Cirujanos Galardonados con el Premio Miguel Cabanela
Año 2009: Dr. Jenaro A. Fernández-Valencia.
Año 2010: Dr. Diego García Germán.
Año 2011: Dr. Julio Duart Clemente.
Año 2012: Dr. Oliver Marín Peña.
Año 2013: Dotación conjunta a doctores Claudia Lamas Gómez, Vicente Pellicer García y Marcelino Llabrés Comamala.
Año 2014: Dra. Ana Cruz Pardos, Dr. Mario Ulises Herrera Pérez y Dr. Eduardo Vaquero Cervino.
https://web.archive.org/web/20161025153218/http://www.secot.es/resolucion_convocatorias_2014.php
Año 2015: Dr. Jesús Moreta Suárez, Dr. María Ángeles de la Red Gallego y Dra. Gia Rodríguez Vaquero.
https://web.archive.org/web/20160909094555/http://secot.es/resolucion_convocatorias_2015.php
Año 2016: Dr. José O. Sous Sánchez, Dr. Sergio Bartolomé García y Dr. Vicente Guimerá García
https://www.secot.es/resolucion_convocatorias_2016.php (enlace roto disponible en Internet Archive; véase el historial, la primera versión y la última).
Año 2017: Dr Juan Miguel Rodríguez Roiz, Dr Francisco Chana, Dr Alejandro León Andrino.
https://web.archive.org/web/20171201035236/https://www.secot.es/resolucion_convocatorias_2017.php